# Bloc d'opposition
Le Bloc d'opposition (en ukrainien : Опозиційний блок, abrégé en ОБ) est un parti politique ukrainien russophile fondé en 2010. Accusé d'entretenir des liens avec la Russie, il est banni en 2022 dans le contexte de l'invasion de l'Ukraine par la Russie.

## Histoire

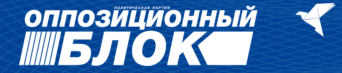
Logo de 2014 à 2019

Enregistré le 23 avril 2010 comme Force de direction (en ukrainien : Ведуча сила), il est alors dirigé par Anatoly Kornienko.
Il sera renommé le 14 septembre 2014 en Bloc d'opposition.
Dans le contexte de l'élection présidentielle ukrainienne de 2019, le parti connaît une scission entre deux tendances : celles de Iouri Boïko, qui rejoint la Plateforme d'opposition – Pour la vie, et celle de Rinat Akhmetov, qui fonde le Bloc d'opposition – Parti pour le développement et la paix, rapidement devenu Bloc d'opposition. 
Accusé d'entretenir des liens avec la Russie, il est banni aux côtés de 10 autres partis par le président Volodymyr Zelensky le 20 mars 2022 dans le contexte de l'invasion de l'Ukraine par la Russie.

## Présidents
- à partir de 2010 : Anatoly Kornienko
- depuis 2014 : Iouri Boïko

## Résultats électoraux

### Élections présidentielles
| Année | Candidat          | Premier tour | Premier tour | Premier tour |
| Année | Candidat          | Voix         | %            | Rang         |
| ----- | ----------------- | ------------ | ------------ | ------------ |
| 2019  | Oleksandr Vilkoul | 784 274      | 4,16         | 8e           |

### Élections législatives
| Année | Voix   | Mandats  | Rang | Gouvernement |
| ----- | ------ | -------- | ---- | ------------ |
| 2014  | 9,37 % | 29 / 450 | 4e   | Opposition   |
| 2019  | 3,03 % | 6 / 450  | 8e   | Opposition   |

### Élections locales
| Année | %    | Élus        | Rang |
| ----- | ---- | ----------- | ---- |
| 2020  | 0,49 | 208 / 42501 | 19e  |